# Ніжанковиці
Ніжанковиці (пол. Niżankowice) — село в Польщі, у гміні Дзялошин Паєнчанського повіту Лодзинського воєводства.
Населення — 289 осіб (2011).
У 1975-1998 роках село належало до Серадзького воєводства.

## Демографія
Демографічна структура станом на 31 березня 2011 року:
|          | Загалом | Допрацездатний вік | Працездатний вік | Постпрацездатний вік |
| -------- | ------- | ------------------ | ---------------- | -------------------- |
| Чоловіки | 139     | 34                 | 84               | 21                   |
| Жінки    | 150     | 33                 | 68               | 49                   |
| Разом    | 289     | 67                 | 152              | 70                   |